# Fritz Mischlinger
Fritz Mischlinger (Sankt Michael in Obersteiermark, 6 juli 1911 – ?, 1996) was een Oostenrijks componist, muziekpedagoog, dirigent en hoornist.

## Levensloop
Mischlinger studeerde muziek aan de Musikakademie in Wenen onder anderen bij Karl Stiegler (hoorn) en behaalde zijn diploma in 1932. In 1934 werd hij hoornist in het orkest van de opera Graz en in het Grazer Philharmonische Orchester. Verder werd hij docent en later professor aan de Universität für Musik und darstellende Kunst in Graz. Tot zijn leerlingen behoorden onder anderen de hoornisten Josef Eder, Hermenegild Kaindlbauer, Hermann Ebner, Erwin Sükar en Armin Suppan, de trompettist Hans-Jörg Pirkwieser. Als solist op hoorn verzorgde hij vele optredens met zijn orkesten en andere orkesten uit de regio. Hij was tientalen jaren dirigent van de Marktmusikkapelle St. Michael in der Obersteiermark. 
Als componist schreef hij werken voor harmonieorkest en kamermuziek, maar ook een mis voor hoornensemble.

## Composities

### Werken voor harmonieorkest
- 1982 Festliches Präludium
- Auf zum Tanz, concertwals
- Bassistenlaune, voor tuba solo en harmonieorkest
- Euch zum Gruß, mars
- Festlicher Auftakt
- Hymnus
- Jugend voran, mars
- Kathrinchen, intermezzo
- Koraal
- Musikkameraden-Marsch
- Traumerlebnis, concertwals
- Sonnenblumen, concertwals
- Spitzbuampolka
- Weiß-Grün-Marsch

### Missen en andere kerkmuziek
- Festmesse, voor hoornensemble

### Kamermuziek
- Fanfare I, voor koperensemble
- Fanfare II, voor koperensemble